# Victoria's Secret (песен)
Victoria's Secret е четвъртият сингъл на финландската пауър метъл група Соната Арктика. Издаден е през 2003 г. от Spinefarm Records във Финландия и от Century Media в останала Европа. Когато я подготвят за изпълнение по време на концертите си, групата обикновено задава въпроса „Ще харесате ли някаква музика за бельо?“, отнасяйки се за марката Victoria's Secret.

## Участници
- Тони Како – вокали, клавишни
- Яни Лииматайнен – китара
- Томи Портимо – ударни
- Марко Паасикоски – бас китара
- Мико Харкин – клавишни